# Volta a Catalunya de 1940
La Volta a Catalunya de 1940 fou la vintena edició de la Volta a Catalunya. La prova es disputà en nou etapes entre el 5 i el 12 de maig de 1940, per un total de 1.344 km. El vencedor final fou el luxemburguès Christophe Didier, seguit pel seu compatriota Mathias Clemens i Marià Cañardo, vencedor de les 3 anteriors edicions de la Volta i de 6 en tota la seva trajectòria.
Aquesta edició se celebrà pocs mesos després del començament de la Segona Guerra Mundial. De fet, la setena etapa, disputada el 10 de maig, va coincidir amb la invasió de França, Bèlgica, els Països Baixos i Luxemburg per part de les tropes del Tercer Reich. Això va fer que diversos corredors francesos, neerlandesos i belgues abandonessin la prova i retornessin cap als seus països des de Figueres, on acabava aquella etapa. Entre ells, destaquen el neerlandès Frans Pauwels (vencedor de la tercera etapa i segon a la classificació general al moment d'abandonar), el belga Karel-Lodewijk van Espenhout (vencedor de la sisena etapa) i el també belga Albert Ritserveldt, vencedor precisament de la setena etapa.
En el vessant esportiu, tant la classificació general com totes les etapes van ser guanyades per corredors estrangers. Fou també la primera vegada que la prova pujava al Port de la Bonaigua.

## Classificació final
| Pos. | Ciclista                     | Club | Temps       |
| ---- | ---------------------------- | ---- | ----------- |
| 1    | Christophe Didier (LUX)      |      | 48h 41' 44" |
| 2    | Mathias Clemens (LUX)        |      | + 4' 26"    |
| 3    | Marià Cañardo (ESP)          |      | + 8' 59"    |
| 4    | Diego Cháfer (ESP)           |      | + 14' 04"   |
| 5    | Joan Gimeno (ESP)            |      | + 14' 45"   |
| 6    | Fermín Trueba (ESP)          |      | + 33' 37"   |
| 7    | Antonio Andrés Sancho (ESP)  |      | + 34' 35"   |
| 8    | Antonio Martín (ESP)         |      | + 37' 49"   |
| 9    | Delio Rodríguez Barros (ESP) |      | + 39' 03"   |
| 10   | Manuel Izquierdo (ESP)       |      | + 54' 40"   |

## Classificació de la muntanya
| Pos. | Ciclista        | Punts |
| ---- | --------------- | ----- |
| 1    | Fermín Trueba   | 31    |
| 2    | Mathias Clemens | 26    |
| 3    | Joan Gimeno     | 17    |

## Etapes
| Etapa | Data       | Recorregut                 | km    | Guanyador                          | Líder                   |
| ----- | ---------- | -------------------------- | ----- | ---------------------------------- | ----------------------- |
| 1a    | 5 de maig  | Montjuïc - Montjuïc        | 38,0  | Nello Troggi (ITA)                 | Nello Troggi (ITA)      |
| 2a    | 5 de maig  | Barcelona - Vendrell       | 86,0  | Huub Sijen (NED)                   | Huub Sijen (NED)        |
| 3a    | 6 de maig  | Vendrell - Reus            | 147,0 | Frans Pauwels (NED)                | Frans Pauwels (NED)     |
| 4a    | 7 de maig  | Reus - Lleida (CRI)        | 111,0 | Mathias Clemens (LUX)              | Mathias Clemens (LUX)   |
| 5a    | 8 de maig  | Lleida - Vielha            | 215,0 | Christophe Didier (LUX)            | Mathias Clemens (LUX)   |
| 6a    | 9 de maig  | Vielha - La Seu d'Urgell   | 266,0 | Karel-Lodewijk van Espenhout (BEL) | Christophe Didier (LUX) |
| 7a    | 10 de maig | La Seu d'Urgell - Figueres | 200,0 | Albert Ritserveldt (BEL)           | Christophe Didier (LUX) |
| 8a    | 11 de maig | Figueres - Girona (CRI)    | 93,0  | Mathias Clemens (LUX)              | Christophe Didier (LUX) |
| 9a    | 12 de maig | Girona - Barcelona         | 188,0 | Mathias Clemens (LUX)              | Christophe Didier (LUX) |

### Etapa 1 Barcelona - Barcelona. 38,0 km
|   | Ciclista           | Temps      |
| - | ------------------ | ---------- |
| 1 | Nello Troggi       | 1h 01' 55" |
| 2 | Huub Sijen         | m. t.      |
| 3 | Albert Ritserveldt | m. t.      |

|   | Ciclista           | Temps      |
| - | ------------------ | ---------- |
| 1 | Nello Troggi       | 1h 01' 55" |
| 2 | Huub Sijen         | m. t.      |
| 3 | Albert Ritserveldt | m. t.      |

### Etapa 2. Barcelona - El Vendrell. 86,0 km
|   | Ciclista         | Temps      |
| - | ---------------- | ---------- |
| 1 | Huub Sijen       | 2h 19' 18" |
| 2 | Bartomeu Flaquer | m. t.      |
| 3 | Giuseppe Martano | m. t.      |

|   | Ciclista           | Temps      |
| - | ------------------ | ---------- |
| 1 | Huub Sijen         | 3h 21' 18" |
| 2 | Bartomeu Flaquer   | m. t.      |
| 3 | Albert Ritserveldt | m. t.      |

### Etapa 3. El Vendrell - Reus. 147,0 km
|   | Ciclista          | Temps      |
| - | ----------------- | ---------- |
| 1 | Frans Pauwels     | 5h 01' 33" |
| 2 | Joan Gimeno       | m. t.      |
| 3 | Christophe Didier | + 04' 34"  |

|   | Ciclista          | Temps      |
| - | ----------------- | ---------- |
| 1 | Frans Pauwels     | 8h 22' 46" |
| 2 | Joan Gimeno       | m. t.      |
| 3 | Christophe Didier | + 04' 34"  |

### Etapa 4. Reus - Lleida. 111,0 km (CRI)
|   | Ciclista           | Temps      |
| - | ------------------ | ---------- |
| 1 | Mathias Clemens    | 3h 08' 10" |
| 2 | Giuseppe Martano   | + 04' 10"  |
| 3 | Albert Ritserveldt | + 05' 20"  |

|   | Ciclista          | Temps       |
| - | ----------------- | ----------- |
| 1 | Mathias Clemens   | 11h 39' 37" |
| 2 | Frans Pauwels     | + 01' 07"   |
| 3 | Christophe Didier | + 01' 43"   |

### Etapa 5. Lleida - Vielha. 215,0 km
|   | Ciclista                     | Temps      |
| - | ---------------------------- | ---------- |
| 1 | Christophe Didier            | 8h 38' 36" |
| 2 | Karel-Lodewijk van Espenhout | + 54"      |
| 3 | Mathias Clemens              | m. t.      |

|   | Ciclista          | Temps       |
| - | ----------------- | ----------- |
| 1 | Mathias Clemens   | 20h 19' 07" |
| 2 | Christophe Didier | + 49"       |
| 3 | Frans Pauwels     | + 01' 07"   |

### Etapa 6. Viella - La Seu d'Urgell. 266,0 km
|   | Ciclista                     | Temps       |
| - | ---------------------------- | ----------- |
| 1 | Karel-Lodewijk van Espenhout | 10h 28' 23" |
| 2 | Marià Cañardo                | m. t.       |
| 3 | Antonio Martín               | m. t.       |

|   | Ciclista          | Temps       |
| - | ----------------- | ----------- |
| 1 | Christophe Didier | 30h 48' 19" |
| 2 | Frans Pauwels     | + 01' 27"   |
| 3 | Marià Cañardo     | + 05' 31"   |

### Etapa 7. La Seu d'Urgell - Figueres. 200,0 km
|   | Ciclista           | Temps      |
| - | ------------------ | ---------- |
| 1 | Albert Ritserveldt | 3h 45' 57" |
| 2 | Antonio Martín     | + 04"      |
| 3 | José Soler         | m. t.      |

|   | Ciclista          | Temps       |
| - | ----------------- | ----------- |
| 1 | Christophe Didier | 39h 19' 24" |
| 2 | Frans Pauwels     | + 01' 45"   |
| 3 | Marià Cañardo     | + 05' 49"   |

### Etapa 8. Figueres - Girona. 93,0 km (CRI)
|   | Ciclista          | Temps      |
| - | ----------------- | ---------- |
| 1 | Mathias Clemens   | 2h 30' 07" |
| 2 | Christophe Didier | + 05' 23"  |
| 3 | Joan Gimeno       | + 07' 53"  |

|   | Ciclista          | Temps       |
| - | ----------------- | ----------- |
| 1 | Christophe Didier | 41h 54' 54" |
| 2 | Mathias Clemens   | + 07' 53"   |
| 3 | Marià Cañardo     | + 08' 59"   |

### Etapa 9. Girona - Barcelona. 188,0 km
|   | Ciclista        | Temps      |
| - | --------------- | ---------- |
| 1 | Mathias Clemens | 6h 43' 23" |
| 2 | Fermín Trueba   | + 02' 57"  |
| 3 | Antonio Martín  | + 03' 27"  |

|   | Ciclista          | Temps       |
| - | ----------------- | ----------- |
| 1 | Christophe Didier | 48h 41' 44" |
| 2 | Mathias Clemens   | + 04' 26"   |
| 3 | Marià Cañardo     | + 08' 59"   |